# Золотухіно
Золоту́хіно (рос. Золотухино) — село у складі Шилкинського району Забайкальського краю, Росія. Входить до складу Новоберезовського сільського поселення.

## Населення
Населення — 214 осіб (2010; 250 у 2002).
Національний склад (станом на 2002 рік):
- росіяни — 96 %